# Marlene Thomsen
Marlene Thomsen (Vejle, 5 de mayo de 1971) es una deportista danesa que compitió en bádminton, en las modalidades de dobles y dobles mixto.
Ganó dos medallas en el Campeonato Mundial de Bádminton, oro en 1995 y plata en 1997, y tres medallas en el Campeonato Europeo de Bádminton entre los años 1992 y 1998.
Participó en dos Juegos Olímpicos de Verano, en los años 1992 y 1996, ocupando el quinto lugar en Atlanta 1996, en la prueba de dobles.

## Palmarés internacional
| Campeonato Mundial | Campeonato Mundial    | Campeonato Mundial | Campeonato Mundial |
| Año                | Lugar                 | Medalla            | Prueba             |
| ------------------ | --------------------- | ------------------ | ------------------ |
| 1995               | Lausana (Suiza)       | Medalla de oro     | Dobles mixto       |
| 1997               | Glasgow (Reino Unido) | Medalla de plata   | Dobles mixto       |
| Campeonato Europeo |                       |                    |                    |
| Año                | Lugar                 | Medalla            | Prueba             |
| 1992               | Glasgow (Reino Unido) | Medalla de plata   | Dobles             |
| 1996               | Herning (Dinamarca)   | Medalla de oro     | Dobles             |
| 1998               | Sofía (Bulgaria)      | Medalla de oro     | Dobles             |